# Samuel Moreno Rojas
Pour les articles homonymes, voir Rojas.
Samuel Moreno Rojas, né le 11 février 1960 à Miami dans l'État de Floride aux États-Unis et mort le 10 février 2023 à Bogota (Colombie), est un avocat et homme politique colombien.

## Biographie
Sa mère est María Eugenia Rojas Correa et son grand-père est Gustavo Rojas Pinilla.

### Carrière politique
Samuel Moreno Rojas a été Sénateur de la République de Colombie de 1991 à 2006 puis maire de Bogota du 1er janvier 2008 au 3 mai 2011. Il avait été élu maire sous l'étiquette Pôle démocratique alternatif puis suspendu de ses fonctions, il était accusé de graves négligences dans l'exécution des contrats publics.